# Waldemar Kaempffert

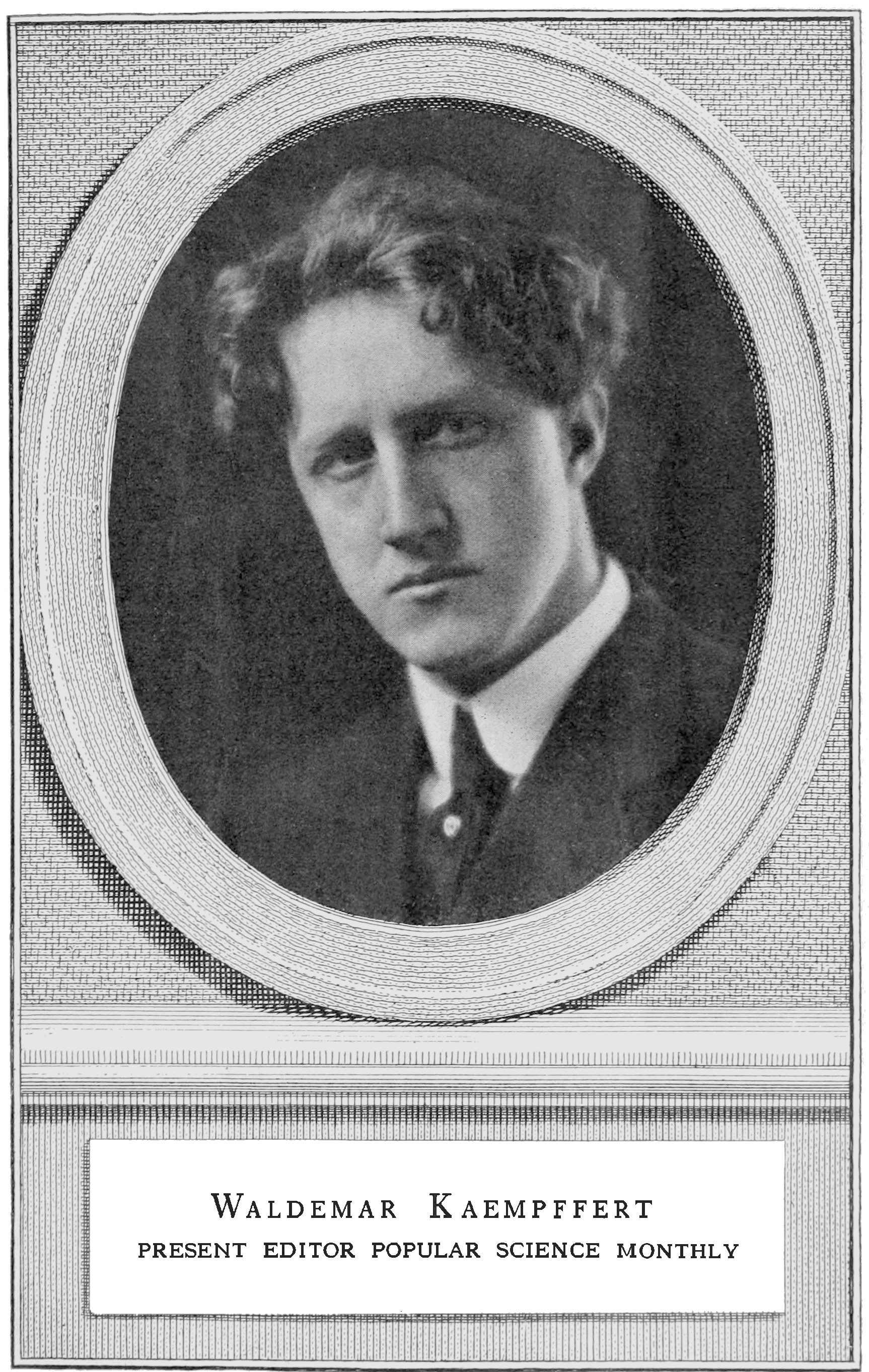
Waldemar Kaempffert nel 1916

Waldemar Bernhard Kaempffert (New York, 27 settembre 1877 – 27 novembre 1956) è stato un divulgatore scientifico, giornalista e direttore di museo statunitense. Ha diretto la rivista Popular Science Monthly e il Museum of Science and Industry di Chicago, ed è stato il responsabile della sezione scientifica del New York Times.

## Carriera
Waldemar Kaempffert nacque e crebbe nella città di New York. Ricevette il suo diploma di Laurea in Scienze dal City College di New York nel 1897. Venne successivamente assunto presso Scientific American, prima come traduttore (1897-1900), poi come caporedattore (1900-1916). Durante questo periodo scrisse anche articoli scientifici per altre pubblicazioni, inclusi tre articoli per Harper's (a partire dal 1908).
Il 7 gennaio 1911 Kaempffert sposò Carolyn Lydia Yeaton, defunta nel 1933.
Nel 1916 fu assunto come direttore di Popular Science Monthly, allora in crisi finanziaria. La direzione di Kaempffert determinò un deciso incremento delle vendite di Popular Science, anche grazie a una rivoluzione editoriale che trasformò la rivista in una pubblicazione di divulgazione popolare e di massa, carattere che mantiene ancora oggi.
Nel 1922 cominciò a scrivere saggi scientifici per il New York Times, dal quale ricevette la nomina di Editor of Science and Engineering nel 1927. Durante gli anni venti scrisse anche articoli indipendenti per diverse riviste. In un saggio pubblicato nel giugno 1924 sulla rivista Forum, "The Social Destiny of Radio", si rivolse ad un pubblico di non-tecnici discutendo di come la radio stesse cambiando la vita degli americani. 
Nel 1928, in seguito ad una ricerca su scala nazionale per un direttore, il Museum of Science and Industry di Chicago chiese a Kaempffert di accettare il posto. Si dedicò entusiasticamente al compito di tracciare la storia delle scienze e dell'industria. Incoraggiò i suoi curatori e designer di esposizioni a basare le loro mostre su di una ricerca approfondita in modo da essere il più obiettivi e veritieri possibile. La devozione nei confronti dell'oggettività portò però a dispute con il consiglio di amministrazione, specialmente in occasione della nomina di George Ranney, anche lui un direttore di International Harvester. Questa nomina causò un apparente conflitto di interesse all'interno del museo, visto che International Harvester stava contribuendo all'allestimento di una mostra sui trattori agricoli che sosteneva che una compagnia che aveva predeceduto IH fosse responsabile dell'invenzione del trattore. Le ricerche di Kaempffert e del suo staff dimostravano il contrario, ma lui non avrebbe potuto schierarsi contro i benefattori del museo o il suo consiglio di amministrazione.
Il consiglio riscontrò inoltre qualche problema nella contabilità dei costi di Kaempffert. Il consiglio, formato interamente da uomini d'affari, controllava con attenzione come veniva speso ogni singolo dollaro, mentre Kaempffert era meno ligio alla contabilità. Non venne mai accusato di aver commesso reati, ma il consiglio volle comunque aumentare i controlli. Di conseguenza, il consiglio creò un nuovo livello di amministrazione, i direttori assistenti, che faceva capo non solo a Kaempffert, ma anche direttamente al consiglio. Ciò rappresentava in effetti un'usurpazione dell'autorità di Kaempffert; egli di conseguenza chiese al New York Times di poter riprendere il suo vecchio lavoro nel gennaio 1931, cosa che ottenne. Continuò a lavorare presso il New York Times fino al 1956, anno in cui si ritirò. Il posto di editore scientifico venne assegnato a William L. Laurence.
Kaempffert era un membro della American Society of Mechanical Engineers (Associazione americana degli ingegneri meccanici, nota come ASME), della History of Science Society (HSS), della National Association of Science Writers o NASW (ne fu il presidente nel 1937) e della Newcomen Society. Fu anche membro del consiglio dei giurati per i Peabody Awards dal 1940 al 1956. Nel 1954 vinse il premio Kalinga per la divulgazione scientifica.
Kaempffert fece parte della American Society for Psychical Research, un'organizzazione che si occupava di parapsicologia. Era amico dei parapsicologi James H. Hyslop e Walter Franklin Prince. Kaempffert pubblicò una recensione in supporto di Percezione Extrasensoriale (1934) di J. B. Rhine nel New York Times. Nel 1926 difese con vigore la teoria dei canali di Marte dalle obiezioni degli scettici.
ll suo necrologio nel New York Times comunicò che la sua morte (27 novembre 1956) aveva avuto come causa un ictus.